# Fiesta Nacional del Inmigrante

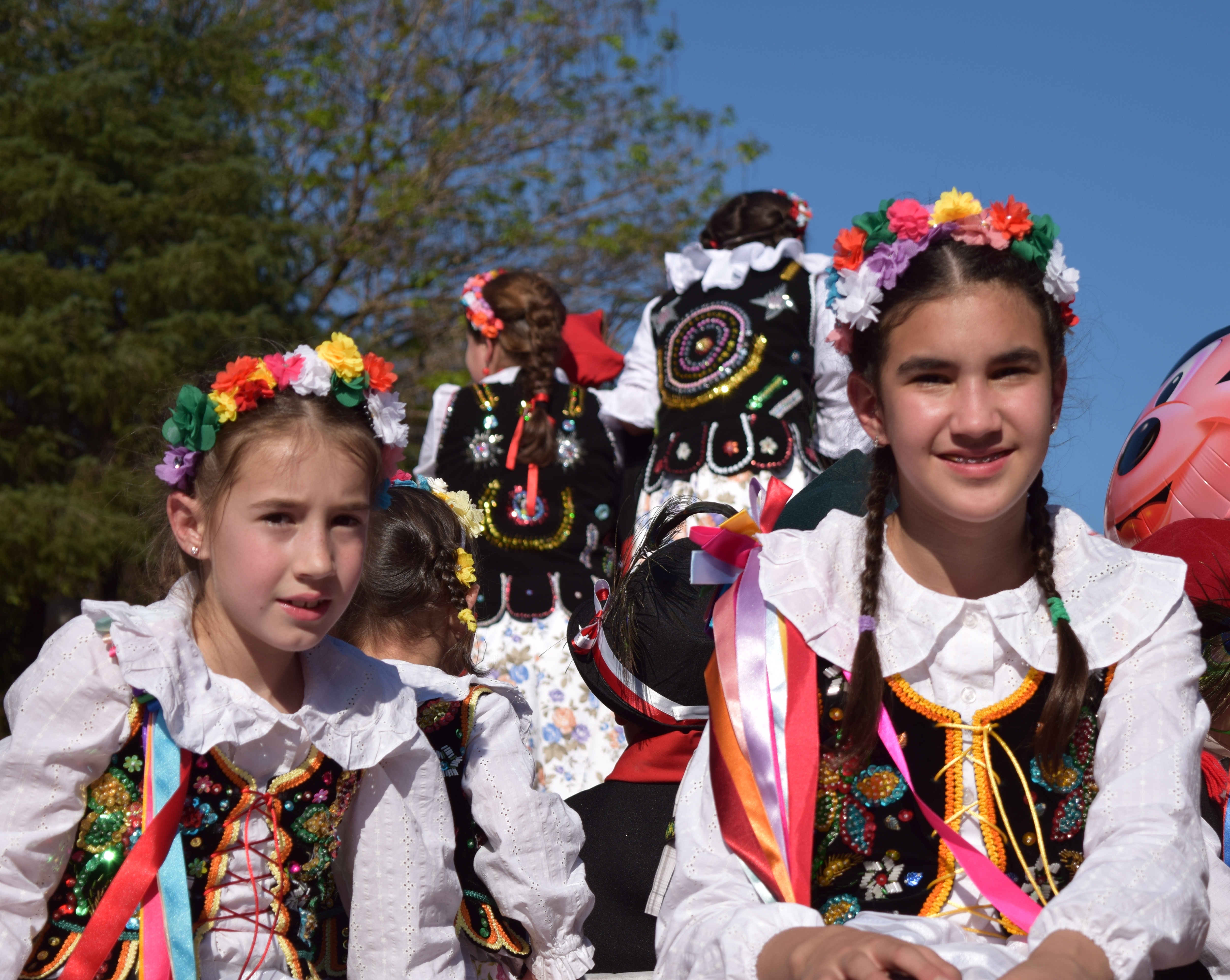
Descendientes de inmigrantes polacos en Oberá

La Fiesta Nacional del Inmigrante se celebra año a año en la ciudad de Oberá, Misiones, en Argentina.
Se realiza durante la primera quincena de septiembre en el Parque de la Naciones, un predio de aproximadamente 10 ha, donde cada colectividad tiene su casa típica y durante una semana se llevan a cabo actividades sociales, culturales, deportivas y recreativas, en un festivo clima de convivencia que reúne a lugareños y visitantes en torno a las mesas degustando los diferentes platos típicos.
Durante las jornadas de la fiesta se suceden espectáculos artísticos de nivel internacional y donde también actúan los ballets de las colectividades. Dentro del mismo predio, la Feria Comercial muestra la pujanza comercial, agropecuaria e industrial de la región, y la Feria Artesanal muestra una variada exposición de trabajos realizados por artesanos argentinos y extranjeros.
Durante la fiesta, una de las jornadas más importantes es la elección y coronación de la Reina Nacional del Inmigrante, en donde participan representantes de cada colectividad, la mayoría nietas o descendientes de inmigrantes que llegaron a esas tierras. En esa noche también se elige a la Reina Virtual del Inmigrante, en la cual todas las personas del mundo tienen la posibilidad de votar por alguna de las candidatas por medio de internet.
Entre las colectividades se destacan la alemana, nórdica (conformadas por descendientes de suecos, finlandeses, daneses y noruegos. Representa también a Islandia, aunque la colectividad no cuenta con descendientes de este país nórdico), suiza, italiana, polaca, rusa, ucraniana, española, japonesa, brasileña, paraguaya, árabe (siria y libanesa, representando a los Estados de la Liga Árabe), portuguesa, checa, entre otras.
En 1980, se realizó el primer encuentro de las distintas corrientes migratorias en un colorido marco de integración. A partir de esa fecha se sucedieron las ediciones de la que en la actualidad es la Fiesta Nacional del Inmigrante, que es organizada por la Federación de Colectividades. Cada año, con nuevos espectáculos y atractivos, la fiesta es visitada por más de 120.000 personas.

## Historia

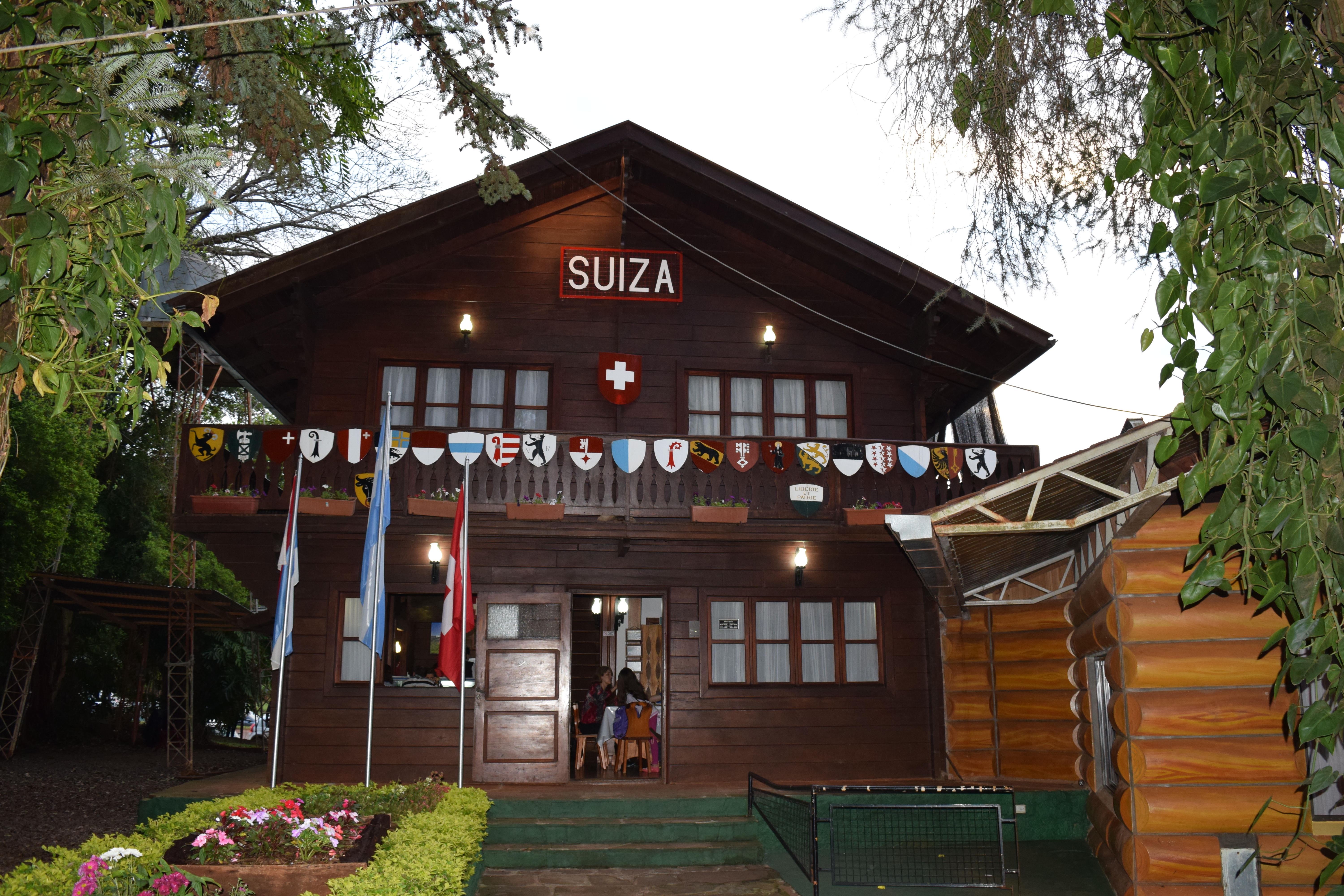
Casa típica de la colectividad suiza en el Parque de las Naciones

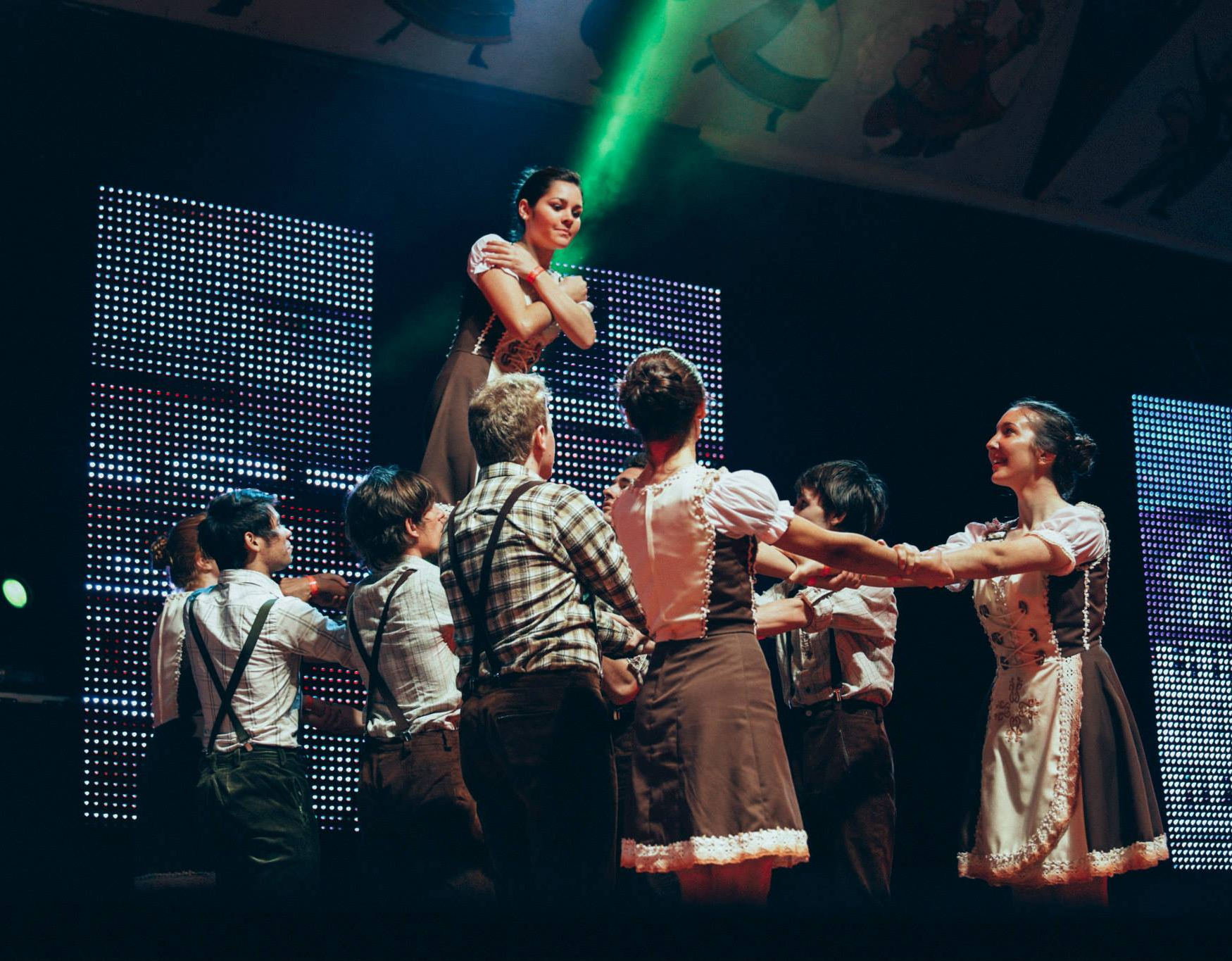
Ballet Alemán Vergissmeinnicht en la XXXV Fiesta Nacional del Inmigrante

En 1980 un grupo de inmigrantes, que para ese entonces eran vecinos de la ciudad de Oberá, decidieron reunirse para compartir sus comidas y costumbres. A pesar de vivir a un par de calles de distancia, cada familia conservaba las tradiciones traídas de su país de origen.
El 4 de septiembre de ese año, en coincidencia con el Día del Inmigrante en Argentina, se realizó la primera Fiesta del Inmigrante en la cancha de fútbol del Complejo Deportivo Municipal Ian Barney. Durante 4 días los inmigrantes compartieron sus comidas, trajes y objetos típicos. Fueron montados rústicos stands y una carpa inflable climatizada para que el sector comercial y artesanal pudieran exponer sus productos. Esta primera convocatoria logró reunir alrededor de 5000 personas.
Con el pasar de los años, las colectividades fueron adquiriendo forma y mejorando sus infraestructuras para ofrecer una mayor calidez a los visitantes. En 1982, se crea la feria de artesanías y en 1989 la feria comercial denominada en un principio como Feria de las Naciones del Noreste Argentino (Ferinnea). En 1984, se aprueba un proyecto para la creación del Parque de las Naciones, el que contemplaba la construcción de casas típicas en un predio de 10 hectáreas donadas por la municipalidad.
En el año 1992, pasó de ser Fiesta Provincial a Fiesta Nacional con sede permanente en Oberá por medio del Decreto del Poder Ejecutivo Nacional n.° 421/1992.  Para canalizar objetivos comunes, se formó la Federación de Colectividades, entidad responsable de organizar la fiesta por medio de una comisión organizadora, que además se encuentra abocada a la tarea de mantener y hacer crecer el Parque de las Naciones. 
En 1997, luego de 17 años de realizarse en el Complejo Polideportivo, la Fiesta Nacional del Inmigrante cambió su sede definitivamente por el Parque de las Naciones. En este predio, las colectividades construyeron sus casas típicas, manteniendo la arquitectura y materiales usados en sus respectivos países. También fue construido el pabellón argentino, que actúa como anfitrión de todas las colectividades.

## Colectividades

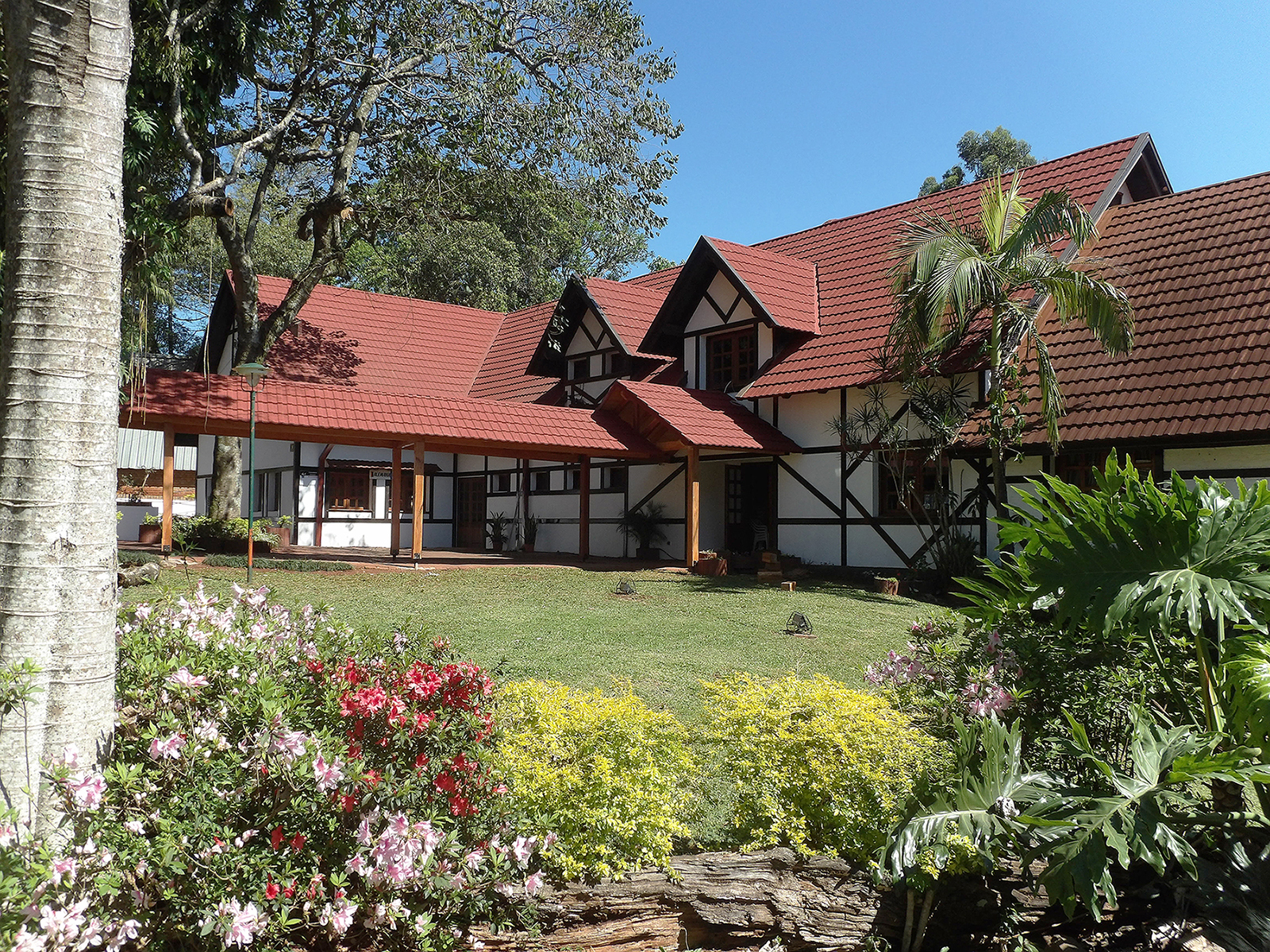
Casa típica de la colectividad alemana de Misiones

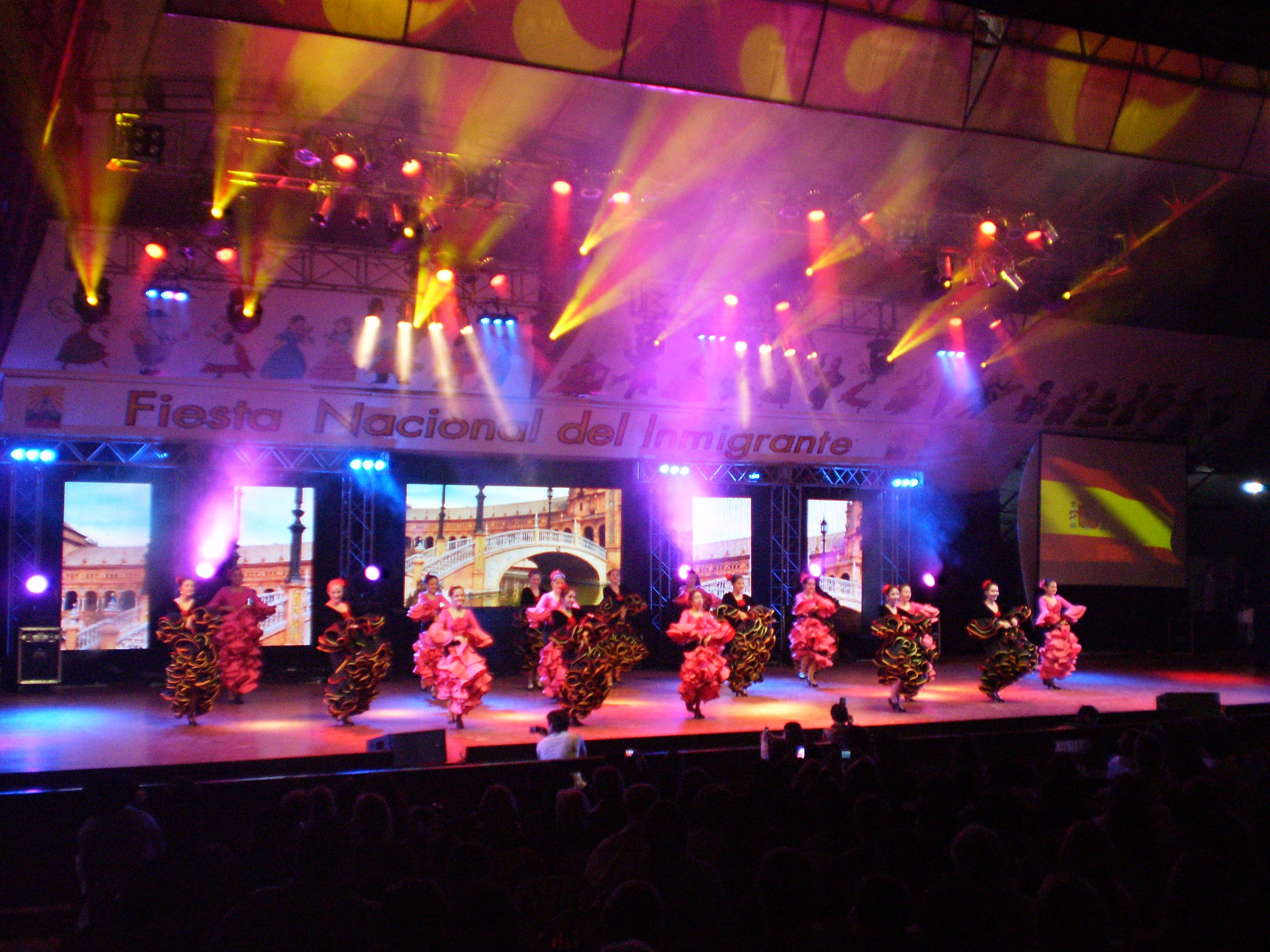
Ballet de la colectividad española de Oberá en la Fiesta Nacional del Inmigrante

17 colectividades forman parte de la Fiesta Nacional del Inmigrante que toma lugar en el Parque de las Naciones. Estas colectividades son:
- Alemana
- Árabe

- Brasilera
- Checa
- Española
- Italiana
- Japonesa
- Sueca
- Noruega
- Finlandesa
- Paraguaya
- Polaca
- Portuguesa
- Rusa
- Suiza
- Ucraniana
- Francesa

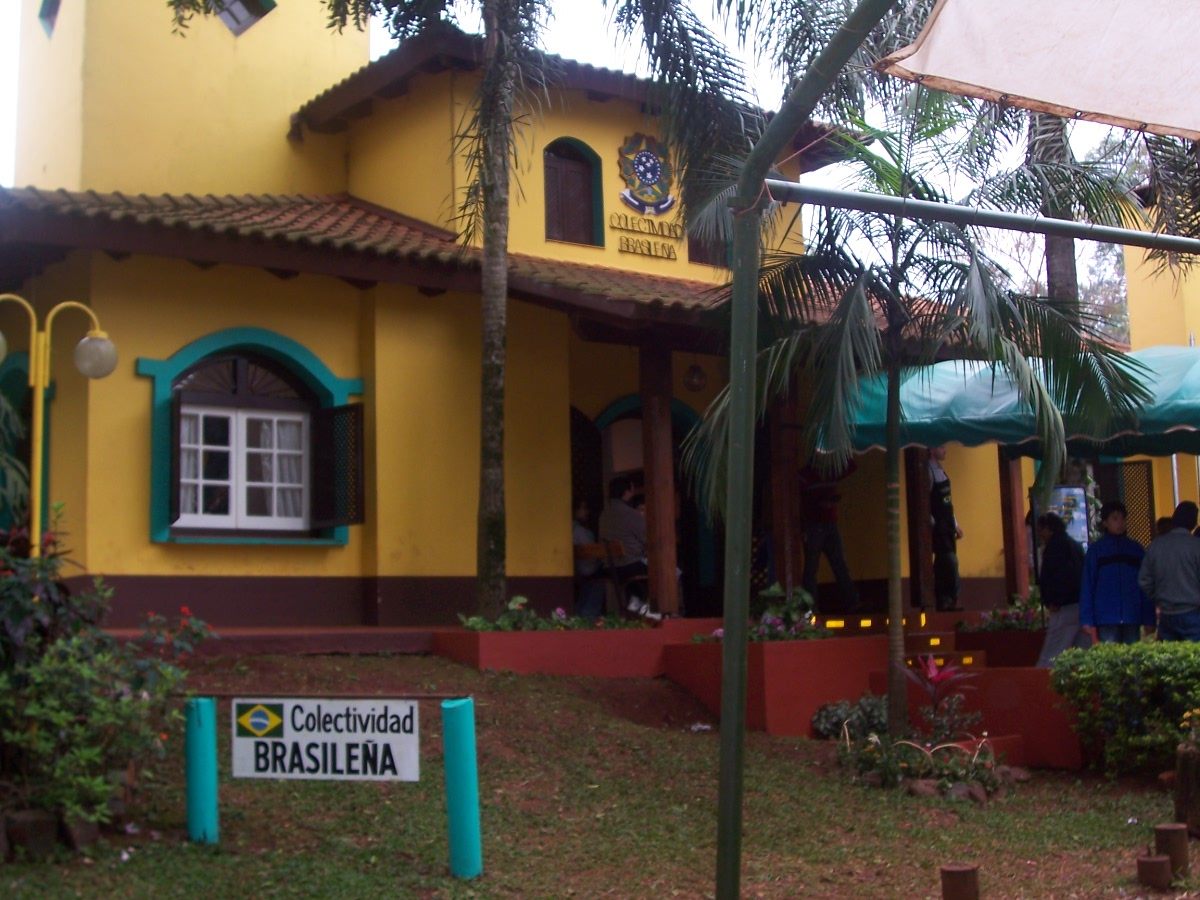
Casa típica de la colectividad brasileña de Misiones

En el parque también se encuentra representado la Nación Argentina con su pabellón, anfitrión de la fiesta.
Anteriormente también contaba con una casa típica la Comunidad Guaraní, que luego fue desmontada.
En algunas ediciones de la fiesta se postularon reinas que representaron a las comunidades armenia y peruana (en 2001). En los primeros años participaron los inmigrantes yugoslavos y húngaros.
Colectividades de diferentes puntos de Argentina (como los daneses, los laosianos, los checoslovacos y húngaros del Chaco, entre otras) y del sur de Brasil (como los suecos y letones de Ijuí, por ejemplo) suelen participar del desfile cada año y sus ballets folclóricos presentan sus bailes en el escenario mayor.

## Reinas del Inmigrante

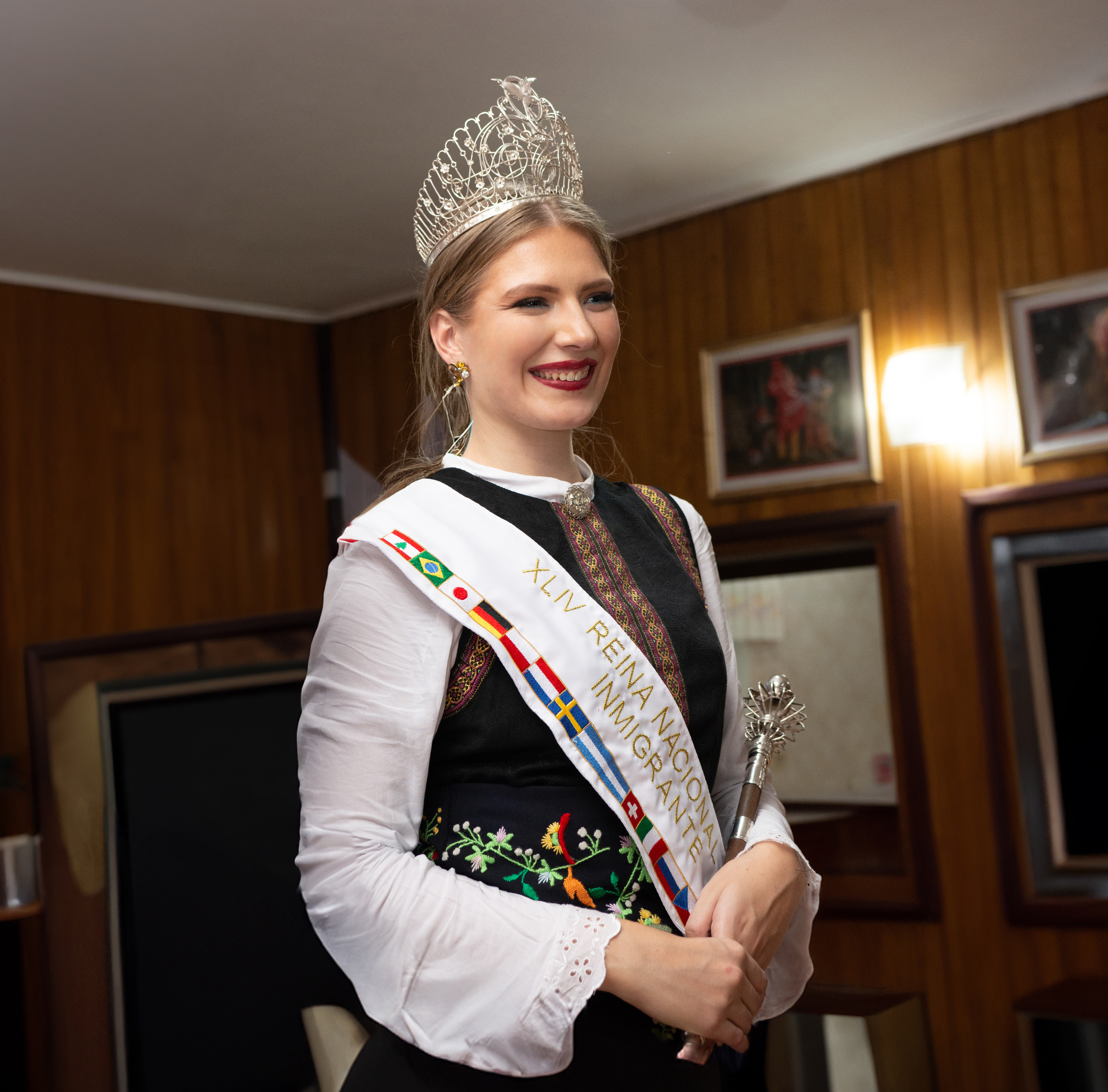
Ruth Madelaine Bys, XLIV Reina Nacional del Inmigrante

| Año  | Nombre                      | Colectividad  | - | Año       |  | Nombre             | Colectividad |
| 2017 | Florencia Dieminger         | Rusa-Belarusa |   | 2018      |  | Dahiana Machado    | Árabe        |
| 2016 | Erika Bohn                  | Alemana       |   | 2019-2020 |  | Jazmín Hultgren    | Nórdica      |
| 2015 | Florencia Vallejos Rosa     | Portuguesa    |   | 2021      |  | Karen Da Silva     | Brasileña    |
| 2014 | Daiana Paola Sawczuk        | Ucraniana     |   | 2022      |  | Loren Michel       | Suiza        |
| 2013 | Natalia Marisa Burger       | Suiza         |   | 2023      |  | Lara Iurinic       | Checa        |
|      |                             |               |   | 2024      |  | Ruth Madelaine Bys | Nórdica      |
| 2012 | Cristina Stevenson Forni    | Italiana      |   |           |  |                    |              |
| 2011 | Silvina Soledad Daniel      | Italiana      |   |           |  |                    |              |
| 2010 | Selva Annette Sand Bierozko | Nórdica       |   |           |  |                    |              |
| 2009 | Ivana María Joves Pegoraro  | Italiana      |   |           |  |                    |              |
| 2008 | Paola Weremczuk             | Polaca        |   |           |  |                    |              |
| 2007 | Denisse Gabriela Seewald    | Alemana       |   |           |  |                    |              |
| 2006 | María Alejandra Kategora    | Rusa          |   |           |  |                    |              |
| 2005 | Elianne Grisel Oswald       | Alemana       |   |           |  |                    |              |
| 2004 | Cyntia Gabriela Sotelo      | Paraguaya     |   |           |  |                    |              |
| 2003 | Dahiana Romina Hase         | Japonesa      |   |           |  |                    |              |
| 2002 | María Coria                 | Brasileña     |   |           |  |                    |              |
| 2001 | Valeria Werro               | Francesa      |   |           |  |                    |              |
| 2000 | María Antoniolli            | Italiana      |   |           |  |                    |              |
| 1999 | Carolina Maldonado          | Española      |   |           |  |                    |              |
| 1998 | Irena Judyk                 | Ucraniana     |   |           |  |                    |              |
| 1997 | Karla Higa                  | Japonesa      |   |           |  |                    |              |
| 1996 | Romina Maluff               | Árabe         |   |           |  |                    |              |
| 1995 | Mónica Fleitas              | Paraguaya     |   |           |  |                    |              |
| 1994 | Ingrid Grudke               | Alemana       |   |           |  |                    |              |
| 1993 | Ana Baetke                  | Alemana       |   |           |  |                    |              |
| 1992 | Violeta Néstor              | Brasileña     |   |           |  |                    |              |
| 1991 | Tamara Serdiuk              | Rusa          |   |           |  |                    |              |
| 1990 | Lía Rendón                  | Nórdica       |   |           |  |                    |              |
| 1989 | Flor Basterra               | Nórdica       |   |           |  |                    |              |
| 1988 | María Judais                | Española      |   |           |  |                    |              |
| 1987 | Raquel Barasz               | Rusa          |   |           |  |                    |              |
| 1986 | Marisol Serdiuk             | Ucraniana     |   |           |  |                    |              |
| 1985 | Amanda Szychowski           |               |   |           |  |                    |              |
| 1984 | Irene Boidi                 |               |   |           |  |                    |              |
| 1983 | Viviana Alves               |               |   |           |  |                    |              |
| 1982 | Patricia Mendieta           |               |   |           |  |                    |              |
| 1981 | Viviana Vergara             |               |   |           |  |                    |              |
| 1980 | Raquel Gross                |               |   |           |  |                    |              |

|  |  |  |  |
|  |  |  |  |
|  |  |  |  |